# Saint Philip
Saint Philip é uma paróquia de Barbados. Sua população estimada em 2005 era de 22.800 habitantes.
Saint Philip tem a maior área de terra de 11 paróquias de Barbados e tem um "próximo do nível do mar" relativamente plana do terreno. Saint Philip tem a maior área de cultivo tornando localmente considerado "o país". Saint Philip  não tem uma cidade "verdadeira", como alguns outras freguesias, mas sim «zonas» e «aldeias». Seis Cross Roads é a maior área, em virtude de a população comercial e residencial, e é o ponto central para a paróquia.
Seis Cross Roads, ou localmente conhecido como apenas seis rodovias, é uma rotunda e sua vizinhança imediata, seis dos quais convergem estradas estendida a partir do oeste "da cidade " (Bridgetown); noroeste em direção Quatro Estradas Cruz e São Jorge; norte-leste, em direção Bushy Park, leste, em direção Bayfield; sudeste em direção ao guindaste; sudoeste em direção Oistins. Embora existam algumas áreas em Barbados, conhecido como "Four Cross Roads" só há uma área conhecida como 'Seis Cross Roads ". Esta freguesia é a casa do "dependência" apenas de Barbados chamado Culpepper Island. Esta rocha minúscula no oceano é utilizado como área de alimentação para os ovinos, mas não pode ser alcançado a não ser por barco ou a pé na maré baixa. A paróquia de S. PhilipGpo. 15h24min de 9 de abril de 2011 (UTC)em terra principal de Barbados envolvidos na indústria de petróleo local.